# Jim Morrison
Jim Morrison (anglès: James Douglas Morrison)  (Melbourne, 8 de desembre de 1943 - 4t districte de París, 3 de juliol de 1971), de nom complet James Douglas Morrison, fou un cantant, escriptor i poeta, conegut per ser el vocalista i membre principal del grup The Doors.
Sex-symbol provocador, amb un comportament voluntàriament excessiu, veritable ídol de la música rock, però també intel·lectual compromès del moviment de la cançó protesta, en particular contra la Guerra del Vietnam, s'afirmà xaman i va obtenir una reputació de poeta maleït des que la seva mort prematura, en circumstàncies no gaire esclarides, el transformà en llegenda.
Junt amb el teclista Ray Manzarek va fundar The Doors el juliol de 1965, tot i que el grup no va veure la llum fins al 1967 amb el disc homònim i el single "Light My Fire". Morrison era conegut per les seves improvisacions de fragments poètics, que recitava mentre la banda continuava tocant en directe. Manzarek va dir d'ell que era "la personificació de la revolta contracultural hippie".
Morrison va desenvolupar una dependència de l'alcohol que de vegades afectava les seves actuacions. Va morir inesperadament a París als 27 anys. Com que no se li va practicar autòpsia, la causa de la seva mort continua generant controvèrsia. Tot i que The Doors van gravar dos àlbums més després del seu decés, la seva absència va marcar profundament el destí de la banda, motiu pel qual van acabar plegant el 1973. El 1993 Morrison fou incorporat al Rock and Roll Hall of Fame com a membre de The Doors.

## 1943-61: primers anys
Jim Morrison va néixer a finals de 1943 a Melbourne (Florida), fill de Clara Virginia Clarke i George Stephen Morrison, futur contraalmirall de la Marina dels Estats Units. Els seus avantpassats eren escocesos, irlandesos i anglesos. L'almirall Morrison va comandar les forces navals dels Estats Units durant l'incident del golf de Tonquín, l'agost de 1964, el qual va servir de pretext per a la implicació d'aquest país en la Guerra del Vietnam el 1965. Jim tenia una germana petita, l'Anne Robin (nascuda el 1947 a Albuquerque, Nou Mèxic), i un germà petit, l'Andrew Lee Morrison (nascut el 1948).
Crescut com el típic fill de militar estatunidenc, el que en aquest país es coneix com un military brat ("mocós militar", literalment), Morrison va passar una part de la seva infantesa a San Diego. Va fer el tercer grau a Virgínia del Nord, a l'escola del Comtat de Fairfax, i també a l'escola Charles H. Flato de Kingsville (Texas), durant el temps que els seu pare va estar destinat a la Base Aeronaval de Kingsville el 1952. Va continuar a l'Escola Metodista de St. John d'Albuquerque (Nou Mèxic), i després a la Longfellow School Sixth Grade Graduation Program de San Diego.
L'any 1957 va anar a classe a l'institut d'Alameda (Califòrnia), on va fer el primer curs i el primer semestre de segon de secundària. La seva família va tornar el 1959 a Virgínia del Nord, i ell es va graduar a l'institut de secundària George Washington d'Alexandria (Virgínia) el juny de 1961.
El 1947, amb només tres o quatre anys, suposadament va ser testimoni d'un accident de trànsit al desert, en el qual un camió va bolcar i uns quants indis van quedar ferits a la carretera. Morrison es va referir a aquest incident a la cançó dels Doors "Peace Frog", de l'àlbum Morrison Hotel (1970), així com a les recitacions performatives "Dawn's Highway" i "Ghost Song" de l'àlbum pòstum An American Prayer (1978). Jim Morrison considerava que aquest havia estat l'episodi més influent de la seva vida, i en va fer repetides referències a la imatgeria de les seves cançons i poemes, així com a les seves entrevistes.

## 1961-1963: influències literàries i filosòfiques
Lector voraç des de ben petit, Morrison es va inspirar especialment en els escrits de diversos filòsofs i poetes. Va rebre la influència de Friedrich Nietzsche, les opinions del qual sobre l'estètica, la moral i la dualitat apol·línia i dionisíaca apareixerien tant a la seva conversa com a les seves poesies i cançons. Algunes de les influències rebudes durant l'etapa formativa van ser les Vides paral·leles de Plutarc i les obres del poeta simbolista francès Arthur Rimbaud, l'estil del qual influiria posteriorment en la forma dels poemes breus en prosa del cantant. També van influir en la seva obra Charles Baudelaire, Molière, Franz Kafka, Albert Camus, Honoré de Balzac, Jean Cocteau i Céline, escriptors de la generació beat com ara William S. Burroughs, Jack Kerouac, Allen Ginsberg i Lawrence Ferlinghetti, així com de la majoria dels filòsofs existencialistes francesos.

Recent acabada l'educació secundària, Morrison s'instal·la a cals seus avis a Clearwater (Florida) per seguir estudis a la St. Petersburg Junior College. En concret, s'inscriu a dos cursos que el marcaran profundament: d'una banda, un sobre la «filosofia de la contestació», el qual li permet estudiar Montaigne, Rousseau, Hume, Sartre i Nietzsche; de l'altra, un sobre la «psicologia de les masses» inspirat en l'obra de Gustave Le Bon La Psychologie des foules.
L'any 1962 es trasllada a la Universitat Estatal de Florida (FSU, sigles en anglès) a Tallahassee (Florida). En aquesta ciutat és detingut per primer cop, el 28 de setembre de 1963, per causar molèsties durant un partit de futbol americà mentre anava begut.

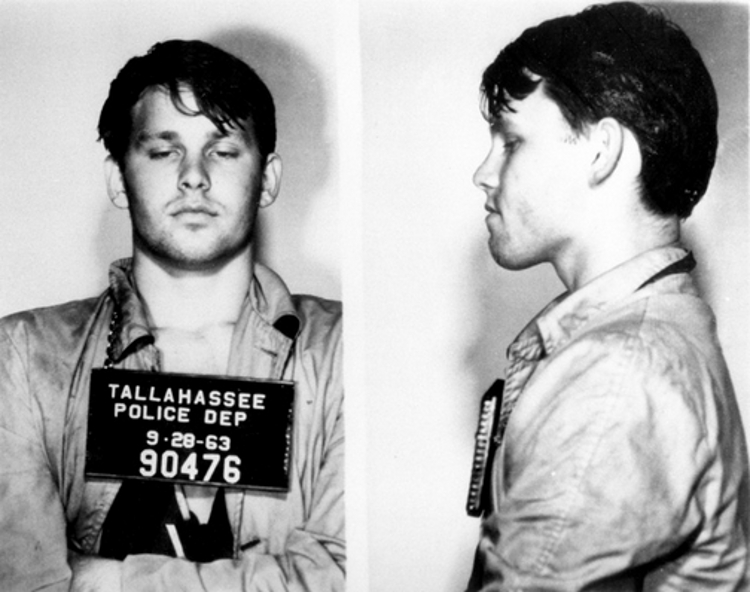
Jim Morrison, als 19 anys, detingut per primer cop a Tallahassee (Florida) per causar molèsties, ebri, durant un partit de futbol americà.

## 1964-1965: l'època de la universitat a Los Angeles
El gener de 1964 Morrison es va mudar a Los Angeles per ingressar a l'Escola de Cinema de la Universitat de Califòrnia (UCLA, sigles en anglès). De seguida es va apuntar a la classe de Jack Hirschman sobre Antonin Artaud, dins del programa de Literatura Comparada del Department de Llengua Anglesa. L'estil del teatre surrealista d'Artaud va causar un profund impacte en la poètica fosca de la teatralitat cinematogràfica de Morrison.
Va completar la seva llicenciatura a l'Escola de Cinema de la UCLA dins del Departament d'Arts del Teatre, de la Facultat de Belles Arts, el 1965. Durant la seva estada a la UCLA va rodar diversos curtmetratges. First Love, el primer d'aquests films, realitzat amb el seu company de classe i de pis Max Schwartz, es va estrenar al públic quan va aparèixer a Obscura, documental sobre la recuperació d'aquesta breu pel·lícula de Morrison.

## 1965-1971: The Doors

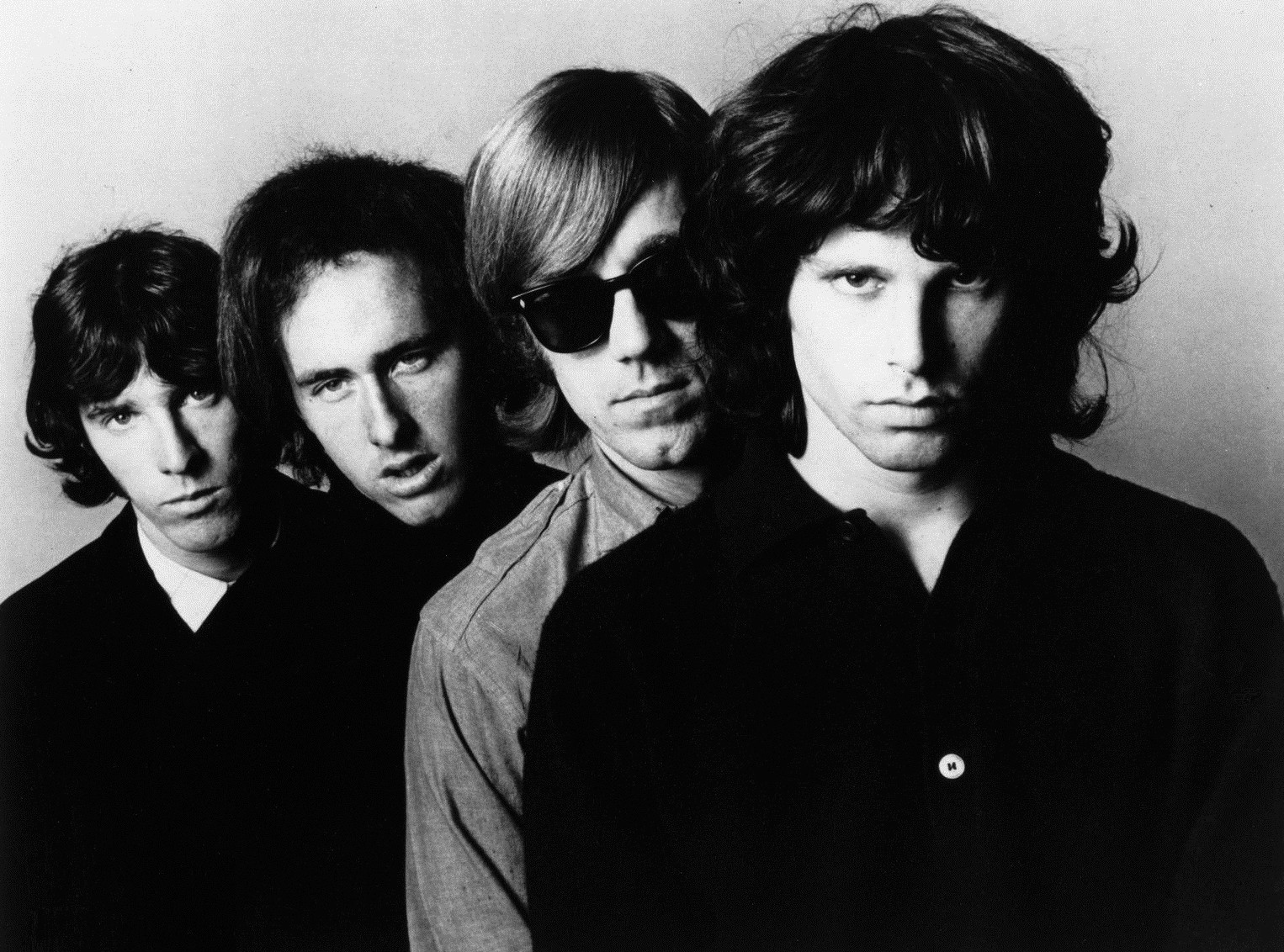
Foto promocional dels Doors de finals de 1966.

A mitjan 1965, després d'obtenir la llicenciatura a l'Escola de Cinema de la UCLA, va començar a portar un estil de vida bohemi al barri de Venice. Durant el temps que va estar instal·lat al terrat de l'edifici on vivia Dennis Jacobs, antic amic de l'Escola de Cinema, va escriure moltes de les cançons que posteriorment The Doors enregistrarien i interpretarien en directe, com ara "Moonlight Drive" o "Hello, I Love You". Segons Ray Manzarek, va viure a base de mongetes de pot i LSD durant uns quants mesos. Morrison i Manzarek, company seu d'estudis a l'Escola de Cinema de la UCLA, van esdevenir els dos primers membres de The Doors en fundar el grup aquell estiu.
Morrison i Manzarek s'havien conegut mesos abans mentre estudiaven cinematografia junts. Manzarek relata que un dia s'estava estirat a la platja de Venice quan es va trobar casualment amb ell. Va quedar impressionat amb la poesia de les lletres de Morrison, i li va dir que eren un bon material per a un "grup de rock". Posteriorment s'hi van afegir el guitarrista Robby Krieger i el bateria John Densmore. Tots tres músics compartien l'interès per les pràctiques de meditació del iogui Maharishi Mahesh i rebien classes d'ell, però Morrison no hi va participar mai. Encara que Jim Morrison era conegut com a lletrista del grup, Krieger també va fer contribucions a algunes lletres, escrivint o coescrivint alguns dels hits més importants de la banda, entre els quals "Light My Fire", "Love Me Two Times", "Love Her Madly" i "Touch Me".
Morrison no instrumentava les seves cançons, però presentava melodies vocals per a les seves lletres, mentre que els altres membres de la banda aportaven els acords i el ritme. Tampoc tocava instruments en viu (excepte les maraques i la pandereta a la majoria de concerts, i l'harmònica en comptades ocasions) ni a l'estudi (fora de les maraques, la pandereta, les palmes, i de xiular). Tanmateix, va tocar el piano a "Orange County Suite" i un sintetitzador Moog a "Strange Days".

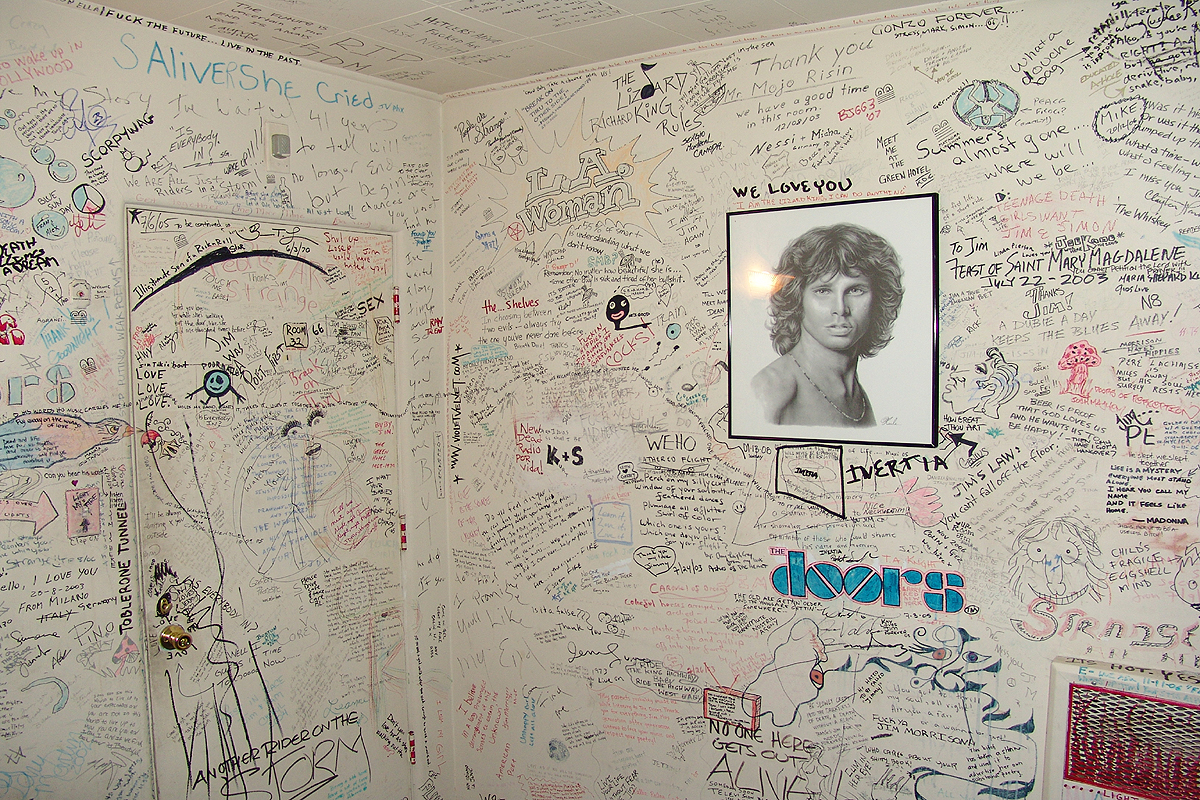
Habitació del motel de Los Angeles on va viure Jim Morrison entre 1968 i 1970; actualment plena de grafitis dels seus fans.

El juny de 1966 els Doors obrien la sessió al Whisky a Go Go durant l'última setmana de residència de Them, la banda de Van Morrison. La influència de Van Morrison en la manera d'actuar del cantant dels Doors fou assenyalada posteriorment per Brian Hinton al seu llibre Celtic Crossroads: The Art of Van Morrison: "Jim Morrison va aprendre de seguida de l'escenografia artística del seu homònim, la seva aparent temeritat, el seu aire de moderada amenaça, la manera d'improvisar la poesia a ritme de rock, fins i tot el seu hàbit de ajupir-se davant del bombo durant les pauses instrumentals".
A finals d'estiu de 1967 la fotògrafa Joel Brodsky li va fer un reportatge de fotos en blanc i negre, durant una sessió coneguda com "The Young Lion". Aquestes fotografies són considerades com les imatges més icòniques de Jim Morrison i han estat sovint utilitzades en cobertes d'àlbums recopilatoris, llibres i altres records dels Doors i de Jim Morrison.

### L'incident de New Heaven (desembre de 1967)
El 9 de desembre de 1967 fou detingut dalt de l'escenari durant un concert a New Haven (Connecticut), un episodi que més tard alimentaria el seu mite i emfasitzaria la seva imatge de rebel. Morrison s'estava petonejant amb una groupie als lavabos del backstage abans de començar el concert, quan un agent de policia els va sentir. Sense saber que era el cantant de la banda que estava a punt d’actuar, l’oficial va dir a Morrison i a la seva acompanyant que marxessin, al que Morrison va contestar: “Eat it”. El policia va treure un esprai d'autodefensa i va advertir a Morrison: "Last chance", a la qual Morrison va respondre: "Last chance to eat it". Les versions sobre el que va passar a continuació són discrepants: segons No One Here Gets Out Alive, la fan va sortir corrents i el policia va ruixar Morrison amb esprai; Manzarek, en canvi, diu al seu llibre que van rebre tots dos. Quan l'agent es va adonar que havia ruixat el líder del grup que havia de protegir es va disculpar. Un cop arrencat el concert, però, quan la banda es disposava a interpretar "Back door man", Morrison va recordar l'incident davant del públic. Va començar a burlar-se dels policies, i es va dirigir al que l'havia atacat anomenant-lo "homenet blau amb un barretet blau" i "porquet blau". Després es va adreçar a l'audiència dient "sóc com vosaltres, gent; si m'ho han fet a mi, us ho faran a vosaltres". Els policies no es van reprimir més i van respondre saltant a l'escenari i enduent-se el cantant. Aquesta acció va provocar que una multitud de fans descontents sortissin al carrer, tretze dels quals també van acabar detinguts. L'incident va convertir Jim Morrison en el primer artista de rock detingut durant una actuació en directe.
El 1968, any en què la banda va treure el seu tercer àlbum d'estudi, Waiting for the sun, Jim Morrison s'havia convertit en un bevedor consumat: es presentava a les sessions de gravació visiblement borratxo i sovint arribava tard a les actuacions en directe.
A principis de 1969 aquell noi en altre temps esvelt havia guanyat pes, lluïa una barba serrada i havia començat a vestir-se de manera més desenfadada, abandonant els pantalons de cuir i els cinturons amb decoracions metàl·liques en favor dels pantalons texans i les samarretes.

### L'incident de Miami (març de 1969)
L'1 de març de 1969, durant un concert al Coconut Grove Convention Center (Miami), els Doors van fer l'actuació més polèmica de la seva carrera, fins al punt de gairebé fer-la descarrilar del tot. L'espai era un hangar d'hidroavions reconertit per a l'ocasió, sense aire condicionat en una nit molt calorosa; el promotor va treure els seients per poder vendre més entrades. Morrison s'havia passat el dia bevent i va perdre els vols de connexió a Miami. Quan va arribar, borratxo, el concert ja duia més d'una hora de retard. La multitud de 12.000 persones, enllaunada en uns instal·lació dissenyada per a contenir-ne 7.000, va haver de suportar silencis que no venien al cas durant la interpretació del cantant, fet que va tensionar la música des de bon principi. Morrison havia assistit feia poc a l'actuació d'un grup de teatre experimental, l'estil d'interpretació "antagonístic" del qual el va inspirar. Morrison va desconcertar el públic llançant missatges d'amor i odi alternativament. Quan la banda va començar a interpretar el segon tema, "Touch Me", Morrison es va posar a cridar a mode de protesta, fet que va forçar els seus companys a aturar-se. En un moment donat, Morrison va treure el barret del cap d'un dels policies i el va llançar al públic. El mànager Bill Siddons recordaria després: "El concert era una mena de circ estrany, hi havia aquell paio que portava una ovella i la gent més salvatge que he vist mai." L'encarregat dels equips Vince Treanor va explicar: "Algú va pujar a l'escenari i va vessar xampany sobre el Jim; llavors ell es va treure la camisa, anava tot moll. 'Deixeu veure una mica de pell, despulleu-vos,' va dir, i el públic es va a començar a treure la roba." Després de treure's la camisa, se la va posar davant de la zona de l'engonal i va començar a fer moviments de mans al darrere. Manzarek va descriure l'incident com una "al·lucinació religiosa" col·lectiva.
El 5 de març l'oficina del xèrif del comtat de Dade va emetre una ordre de detenció contra Morrison. Se l'acusava d'haver mostrat el penis a l'escenari, de cridar obscenitats a la multitud, de simular sexe oral amb el guitarrista Robby Krieger, i d'actuar sota els efectes de l'alcohol. El cantant va rebutjar una negociació que requeria que el grup fes un concert gratuït a Miami. Va ser condemnat a sis mesos de presó amb treballs forçats i a pagar una multa de 500 dòlars. Jim Morrison va romandre en llibertat, pendent d'apel·lació, i va morir abans que l'assumpte es resolgués. L'any 2007 el governador de Florida Charlie Crist va suggerir la possibilitat d'un perdó pòstum, el qual es va confirmar el 9 de desembre de 2009. Densmore, Krieger and Manzarek van negar l'acusació d'exposició pública del seu company aquella nit.

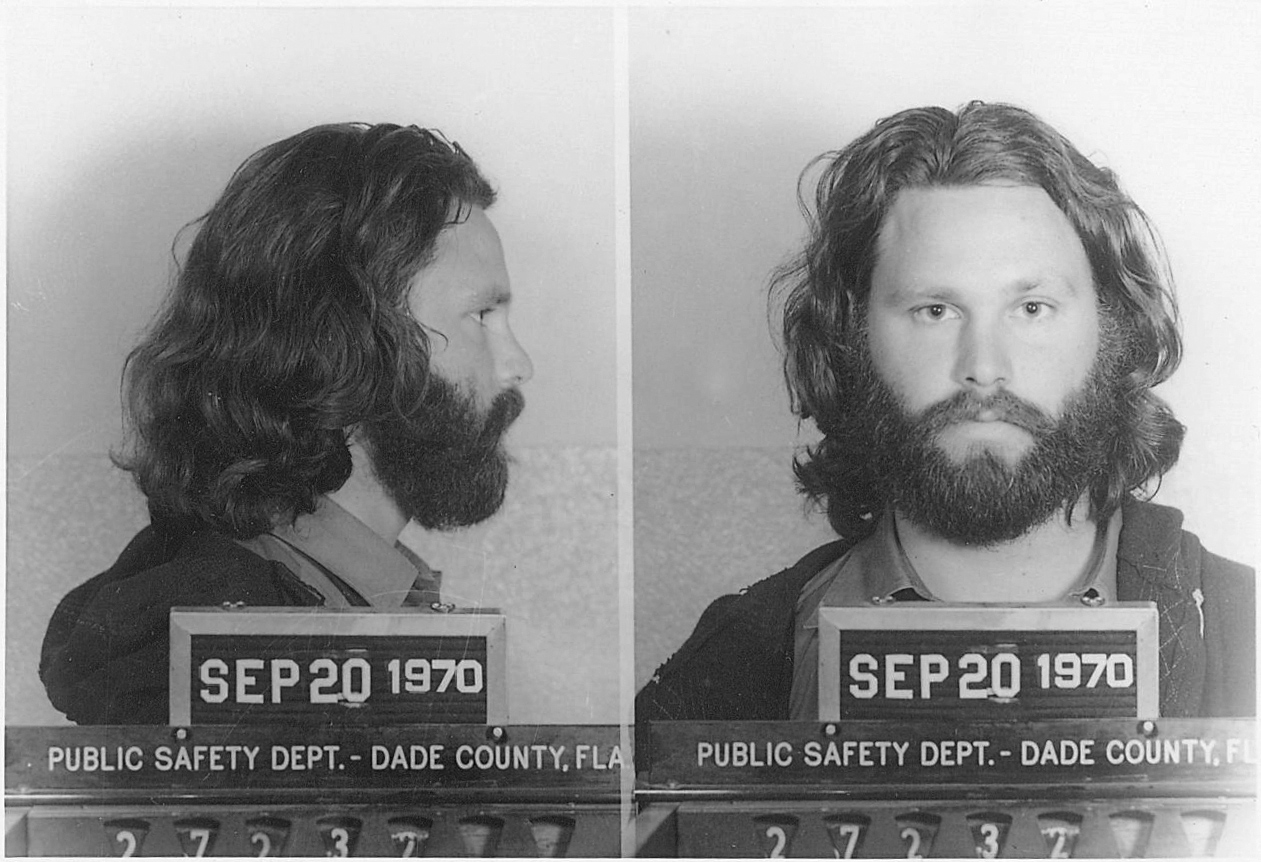
Jim Morrison el dia de la seva condemna a Miami per blasfèmia i exhibició obscena

Per l'època de l'enregistrament del seu cinquè àlbum, Morrison Hotel, el novembre de 1969, Jim Morrison novament va tenir problemes amb la llei, aquest cop per molestar la tripulació d'abord durant un vol a Phoenix (Arizona), on es dirigia per veure els Rolling Stones en concert. Ell i el seu amic i company de viatge Tom Baker van ser acusats d'"interferir en el vol d'un avió intercontinental i d'embriaguesa pública". Si l'haguessin trobat culpable de l'acusació més greu, Morrison s'hauria hagut d'enfrontar a una pena de deu anys en una presó federal. Els càrrecs foren retirats l'abril de 1970 després que una hostessa de la companyia aèria canviés el seu testimoni per dir que va identificar erròniament Morrison com a Baker.
El 8 de desembre de 1970, dia del seu 27è aniversari, Jim Morrison va enregistrar una altra sessió de poesia. Aquesta sessió fou publicada parcialment -musicada- dins l'àlbumAn American Prayer (1978).
Durant l'última actuació en directe de Jim Morrison amb els Doors, al Warehouse de New Orleans, el 12 de desembre de 1970, Morrison aparentment va patir una crisi nerviosa a l'escenari. Va colpejar el micròfon diverses vegades contra el terra de l'escenari fins que la plataforma de sota va acabar feta malbé; després es va asseure i es va negar a actuar durant la resta de l'espectacle.

## 3 de juliol de 1971: mort
En acabar l'enregistrament de L.A. Woman a Los Angeles, Morrison va anunciar als seus companys de grup la seva intenció d'anar a París. Al març de 1971 es va instal·lar a París amb la seva parella Pamela Courson en un pis havia llogat ella al número 17–19 de la Rue Beautreillis a Le Marais, 4t arrondissement.